# Precinct de Corinth
Le precinct de Corinth, anciennement un township, est un precinct électoral du comté de Williamson dans l'Illinois, aux États-Unis. En 2010, ce precinct comptait une population de 1 038 habitants. Le precinct était auparavant baptisé Northern Precinct.

## Source de la traduction
- (es) Cet article est partiellement ou en totalité issu de l’article de Wikipédia en espagnol intitulé « Distrito electoral de Corinth (condado de Williamson, Illinois) » (voir la liste des auteurs).